# Shinji Aoyama
Shinji Aoyama (jap. 青山 真治 Aoyama Shinji; ur. 13 lipca 1964 w Kitakiusiu, zm. 21 marca 2022 w Tokio) – japoński reżyser filmowy.
Studiował w Rikkyo University. Po skończeniu studiów pracował jako asystent reżysera (m.in. Kiyoshiego Kurosawy), jako krytyk filmowy i scenarzysta. Jego pełnometrażowy debiut to film Helpless.
Za film Eureka (2000) otrzymał Nagrodę FIPRESCI i Nagrodę Jury Ekumenicznego na 53. MFF w Cannes.

## Filmografia
- 2005: Lakeside Murder Case
- 2005: Boże mój, Boże mój, czemuś mnie opuścił? (Eli, Eli, rema sabakutani?)
- 2003: Ajimaa no uta: Uehara Tomoko, tenjo no utagoe
- 2002: Shiritsu tantei Hama Maiku: Namae no nai mori
- 2001: Roji e: Nakagami Kenji no nokoshita firumu
- 2001: Tsuki no sabaku
- 2000: Eureka
- 1999: June 12, 1998
- 1999: Shady Grove
- 1999: Enbamingu
- 1997: Tsumetai chi
- 1997: Wild Life
- 1996: Helpless
- 1996: Chinpira
- 1996: Waga mune ni kyoki ari
- 1995: Kyokasho ni nai!